# Umayalpuram K. Sivaraman
Umayalpuram Kasiviswanatha Sivaraman (* 17. Dezember 1935) ist ein indischer Mridangamspieler und Vertreter der Karnatischen Musik.

## Leben
Sivaranam hatte ab dem fünften Lebensjahr Mridangamunterricht. Seine Lehrer waren Arupathi Natesa Iyer, Tanjore Vaidyanatha Iyer, Palghat Mani Iyer und Kumbakonam Rangu Iyengar. Sein Debütkonzert hatte er 1945 im Kalahasteeswaraswami-Tempel der Tempelstadt Kumbakonam. Neben seiner fünfzehn Jahre dauernden musikalischen Ausbildung absolvierte er ein Jurastudium an der University of Madras.
Ab Mitte der 1950er Jahre begann für ihn eine Zeit intensiver Konzerttätigkeit. Er trat als Begleitmusiker von Größen der Karnatischen Musik wie Ariyakudi Ramanuja Iyengar, Musiri Subramania Iyer, Palladam Sanjeeva Rao, Mysore Chowdiah, Rajamanickam Pillai, Papa Venkataramiah, Dwaram Venkataswami Naidu, Mudikondan Venkatarama Iyer, G. N. Balasubramaniam, Madurai Mani Iyer, Maharajapuram Viswanatha Iyer, den Alathur Brothers, Srinivasa Iyer und Sivasubramania Iyer, Chembai Vaidyanatha Bhagavathar, Semmangudi Srinivasa Iyer, M. Balamuralikrishna,  Nedunuri Krishnamurthi, Voleti Venkateswarulu, S. Balachander und T. R. Mahalingam und gab Jugalbandikonzerte mit hindustanischen Musikern wie Ravi Shankar, Hariprasad Chaurasia und Ram Narain und Tablaspielern wie Kishen Maharaj, Samta Prasad, Allah Rakha und Zakhir Hussain. 
1963 unternahm er seine erste Konzerttournee durch die USA. Außerdem gastierte er u. a. in der UdSSR, Kanada, Großbritannien, Frankreich, der Bundesrepublik Deutschland und der DDR, Polen, Malaysia, Singapur, Japan, Indonesien, Thailand (Bangkok), Ceylon, Oman, Bahrain und Australien. Er nahm am Festival of India 1983 in Großbritannien und 1985 in den USA teil und trat auch bei Jazzfestivals (u. a. in Sri Lanka und Belgien) auf. Er hatte Auftritte bei All India Radio und beim staatlichen Fernsehen Doordarshan. 1984 war er Präsident der jährlichen Musikkonferenz der Indian Fine Arts Society in Madras. Unter seine zahlreichen professionellen Musikaufnahmen sind besonders das Album Drums of North and South India, das 1967 in den USA erschien, und das dem Mridangam-Solo gewidmete Album Garland of Rhythm zu nennen.
Mit Artikeln in Zeitschriften wie Sri Shanmukhananda Sabha's Journal, Bhavan's Journal und Vadya Kala (einer Publikation des Development Centre for Musical Instruments) widmete sich Sivaraman auch wissenschaftlich seinem Instrument. Er entwickelte die Technik des Mridangamspiels weiter und führte eine Mridangam aus Fiberglas und eine gläserne Mridangam in die karnatische Musik ein. Für seine Verdienste wurde er vielfach ausgezeichnet, u. a. mit dem Preis der Sangeet Natak Akademi (1992), dem Padma Bhushan (2003), dem Padma Vibhushan und einem Ehrendoktortitel der University of Kerala (2010) und dem Sangeet Natak Akademi Ratna (2011).